# Евъргрийн Парк
Евъргрийн Парк (на английски: Evergreen Park) е село в североизточната част на Съединените американски щати, част от окръг Кук на щата Илинойс. Населението му е около 20 000 души (2010).
Разположено е на 252 метра надморска височина в Големите равнини, на 13 километра югозападно от брега на езерото Мичиган и на 19 километра южно от центъра на Чикаго. Местността е заселена през 1828 година от немски заселници, а селището е официално учредено през 1893 година. Днес то е предградие на Чикаго.

## Известни личности
Родени в Евъргрийн Парк
- Брад Гузан (р. 1984), футболист
- Джейн Линч (р. 1960), актриса

Починали в Евъргрийн Парк
- Махалия Джаксън (1911 – 1972), певица